# Joan Caulfield

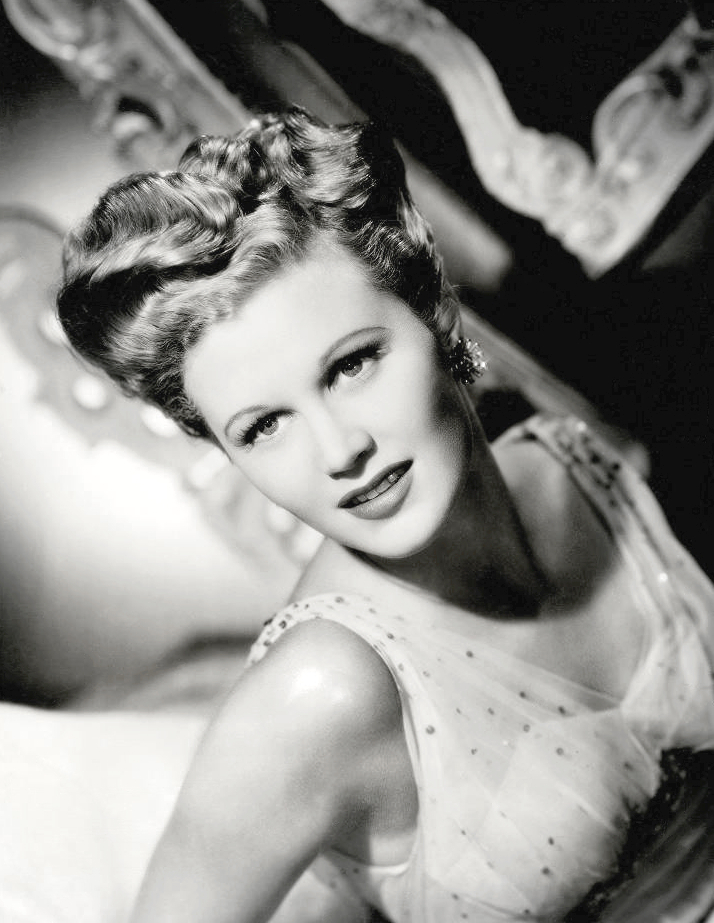
Joan Caulfield (1946)

Beatrice Joan Caulfield (* 1. Juni 1922 in West Orange, New Jersey; † 18. Juni 1991 in Los Angeles, Kalifornien) war ein US-amerikanisches Fotomodell und Schauspielerin bei Bühne und Film.

## Leben und Wirken
Joan Caulfield stand bereits zu Schulzeiten auf der Bühne, ihren Einstand gab sie in den 1930er Jahren an einer Privatschule in dem Stück A Kiss for Cinderella. Anschließend wurde die blauäugige Blondine als Fotomodell entdeckt und zierte, unmittelbar vor dem Eintritt der Vereinigten Staaten in den Zweiten Weltkrieg, auch das Titelblatt von Frauen- bzw. Modezeitschriften wie dem McCall’s Magazine. Bald darauf erreichte Joan Caulfield den Broadway in New York, wo man sie von Oktober bis Dezember 1942 in der von George Abbotts inszenierten und produzierten Musikkomödie Beat the Band und von März 1943 bis Mai 1945 an der Seite des zu dieser Zeit noch unbekannten jungen Kollegen Richard Widmark in der Theaterkomödie Kiss and Tell von F. Hugh Herbert sehen konnte. In diesem lang laufenden Erfolgsstück verkörperte die Künstlerin die Corliss Archer.
Ebenfalls 1945 wurde Joan Caulfield von Paramount Pictures nach Hollywood geholt und spielte fortan tragende Rollen in einer Reihe von Unterhaltungsproduktionen der ausgehenden 1940er Jahre. Sie trat in dem einen oder anderen Film auch als Sängerin in Erscheinung, so etwa an der Seite von Bing Crosby (mit dem Lied You Keep Coming Back Like a Song) in dem Leinwandmusical Blau ist der Himmel (1946), in dem auch Fred Astaire mitwirkte. Im selben Jahr sah man sie auch in der weiblichen Hauptrolle an der Seite von Bob Hope in der Kostümfilmkomödie Mit Pinsel und Degen. 1947 wurde Joan Caulfield für die weibliche Hauptrolle in dem Film noir Der Unverdächtige als Partnerin von Claude Rains an Warner Bros. ausgeliehen. Bereits zu Beginn der 1950er Jahre wechselte die nicht allzu vielseitige Darstellerin vom Kino zum Fernsehen und trat dort in diversen für den Bildschirm adaptierten Theaterinszenierungen auf, die unter dem Dach von Reihen wie The Ford Television Theatre, Lux Video Theatre, Screen Directors Playhouse, Schlitz Playhouse of Stars und Celebrity Playhouse ausgestrahlt wurden. Auf der großen Leinwand war Joan Caulfield nur noch selten zu sehen. Ihre letzte Rolle vor der Kamera absolvierte die mittlerweile 65-jährige Künstlerin 1987 in einer Folge der Krimiserie Mord ist ihr Hobby.
In den 1960er und 1970er Jahren kehrte Joan Caulfield wieder verstärkt auf die Bühne zurück und spielte, im Rahmen von Tourneebühnen, in Sommerrepertoire-Theatern und Dinner Theaters. Seit 1960 hat Joan Caulfield auf dem Hollywood Walk of Fame einen eigenen Stern. Die Schauspielerin war von 1950 bis 1960 in erster Ehe mit dem Filmproduzenten Frank Ross verheiratet. Mit ihm hatte sie einen 1959 geborenen Sohn, Caulfield Kevin Ross. Ihr zweiter Ehemann war der Zahnarzt Robert Peterson, mit dem sie 1962 einen weiteren Sohn bekam, John Caulfield Peterson. Auch diese Ehe endete in einer Scheidung. 1991 starb Joan Caulfield an Krebs.
Sie war die Nichte von Genevieve Caulfield.

## Filmografie
- 1945: Duffy’s Tavern
- 1945: Miss Susie Slagle’s
- 1946: Mit Pinsel und Degen (Monsieur Beaucaire)
- 1946: Blau ist der Himmel (Blue Skies)
- 1947: Meine bessere Hälfte (Dear Ruth)
- 1947: Mit Gesang geht alles besser (Welcome Stranger)
- 1947: Der Unverdächtige (The Unsuspected)
- 1947: Mädchen für Hollywood (Variety Girl) (Gastrolle)
- 1948: The Sainted Sisters
- 1948: Betrug (Larceny)
- 1949: Dear Wife
- 1950: Das skandalöse Mädchen (The Petty Girl)
- 1951: The Lady Says No
- 1953–54: My Favorite Husband (TV-Serie)
- 1955: Der große Regen (The Rains of Ranchipur)
- 1957–58: Sally (Titelrolle in der Fernsehserie)
- 1962: Revolverhelden von Wyoming (Cattle King)
- 1966: Der blutige Westen (Red Tomahawk)
- 1967: Shadok (Buckskin)
- 1973: The Daring Dobermans
- 1974: The Hatfields and the McCoys (Fernsehfilm)
- 1975: The Space-Watch-Murders (Fernsehfilm)
- 1976: Pony Express Rider
- 1987: Mord ist ihr Hobby (TV-Serie, Folge Trouble in Eden)